# Хемус (митология)
Вижте пояснителната страница за други значения на Хемус.
Хемус (на старогръцки: Αἷμος, Haîmos, на тракийски: Haimos, на латински: Haemus) в древногръцката митология е цар на Тракия.
Той е син на зимния северен вятър Борей. Според Овидий той се жени за Родопа, дъщеря на речния бог и тракийски цар Стримон, син на Океан и Тетида. Майка ѝ е сред музите Евтерпа или Калиопа. Според Плутарх двамата са брат и сестра.
Хемус и Родопа се наричали помежду си Зевс и Хера и им се присмивали. Затова боговете ги превръщат на планините Хемус (на латински: Haemimons, Стара планина) и Родопи (Ῥοδόπη), Затова Балканският полуостров се нарича на него полуостров Хемус (Χερσόνησος τοῦ Αἵμου, Hemus). Историята е описана от римския поет Овидий в Метаморфози (6.87 – 89).
Хемус и царица Родопа имат син Хебра.